# Sulz (Münster)
Sulz ist ein Ortsteil der Gemeinde Münster im Landkreis Donau-Ries in Bayern. 

## Geographie
Das Gut Sulz liegt an der Staatsstraße 2047 von Aichach über Holzheim nach Rain. Unmittelbar bei der Ortschaft zweigt die Staatsstraße 2381 ab, die in Mühlhausen auf die Staatsstraße 2035 trifft.

## Geschichte
Ursprünglich war Sulz ein Weiler mit neun Anwesen (13. Jahrhundert), die immer mehr zusammengelegt wurden. Für den größeren der zuletzt zwei Höfe war der Ortsname zugleich als Hausname „Sulzbauer“ gebräuchlich. Auf diesem Hof ist seit Ende des 18. Jahrhunderts die Familie Hammerl nachweisbar. Zum kleineren Hof in Sulz gehörte die einst große Schäferei des Klosters Niederschönenfeld, daher hatte er den Hausnamen „Schäfer“. Sie gehörte seit 1831 der Familie Landes. Joseph und Franziska Hammerl sowie Isidor und Ursula Landes verkauften am 7. Januar 1863 ihre Anwesen an Moritz Freiherr von Schenk zu Schweinsberg junior, so dass das Gut jetzt in einer Hand vereinigt war. Das Ehepaar Hammerl ging nach Rain, wo sich über Generationen der Hausname „Sulzbauer“ einbürgerte, während Landes den „Zacherla“ in Bayerdilling erwarb und sechs Jahre später nach Lechsend wechselte.  
Moritz Freiherr von Schenk zu Schweinsberg junior starb schon 1864, der gleichnamige Vater als Erbe übergab durch Erbvergleich 1869 an einen weiteren Sohn, Karl Freiherr von Schenk zu Schweinsberg. Die Freiherren bauten in Sulz in erster Linie einen Herrschaftssitz auf, waren jedoch keine Landwirte. Die Tochter Ella Johanna Lisette von Schenk zu Schweinsberg heiratete 1900 den auf der Domäne Roggenberg in Hessen tätigen Georg Andreae. Erst mit Andreae, der 1903 unter finanzieller Abfindung der Geschwister von Ella übernahm, kam ein ausgebildeter Landwirt und bewirtschaftete das Gut „professionell“. 1933 wurde Ella Andreae mit Sohn Rudolf „in fortgesetzter Gütergemeinschaft“ Hofeigentümer. Rudolf und seine Mutter starben 1949; nun führte Rudolfs Witwe Anna Andreae mit den Kindern und Verwaltern den Betrieb weiter bis zur Übergabe an Sohn Hans Georg Andreae. In sechster Familiengeneration – weibliche Erbfolge mitgerechnet – ist jetzt dessen Sohn der Gutsbesitzer. 
Sulz wurde mit dem zweiten Gemeindeedikt von 1818 in die Gemeinde Münster einbezogen. Bis ins 20. Jahrhundert gehörte der Ort zur Pfarrei Bayerdilling und kam dann zur Pfarrei Münster. 
Der Ort hatte 1987 bei der Volkszählung acht Einwohner.

## Denkmäler
Unter Nummer D-7-79-187-6 sind drei Objekte auf Gut Sulz in die Denkmalliste eingetragen:

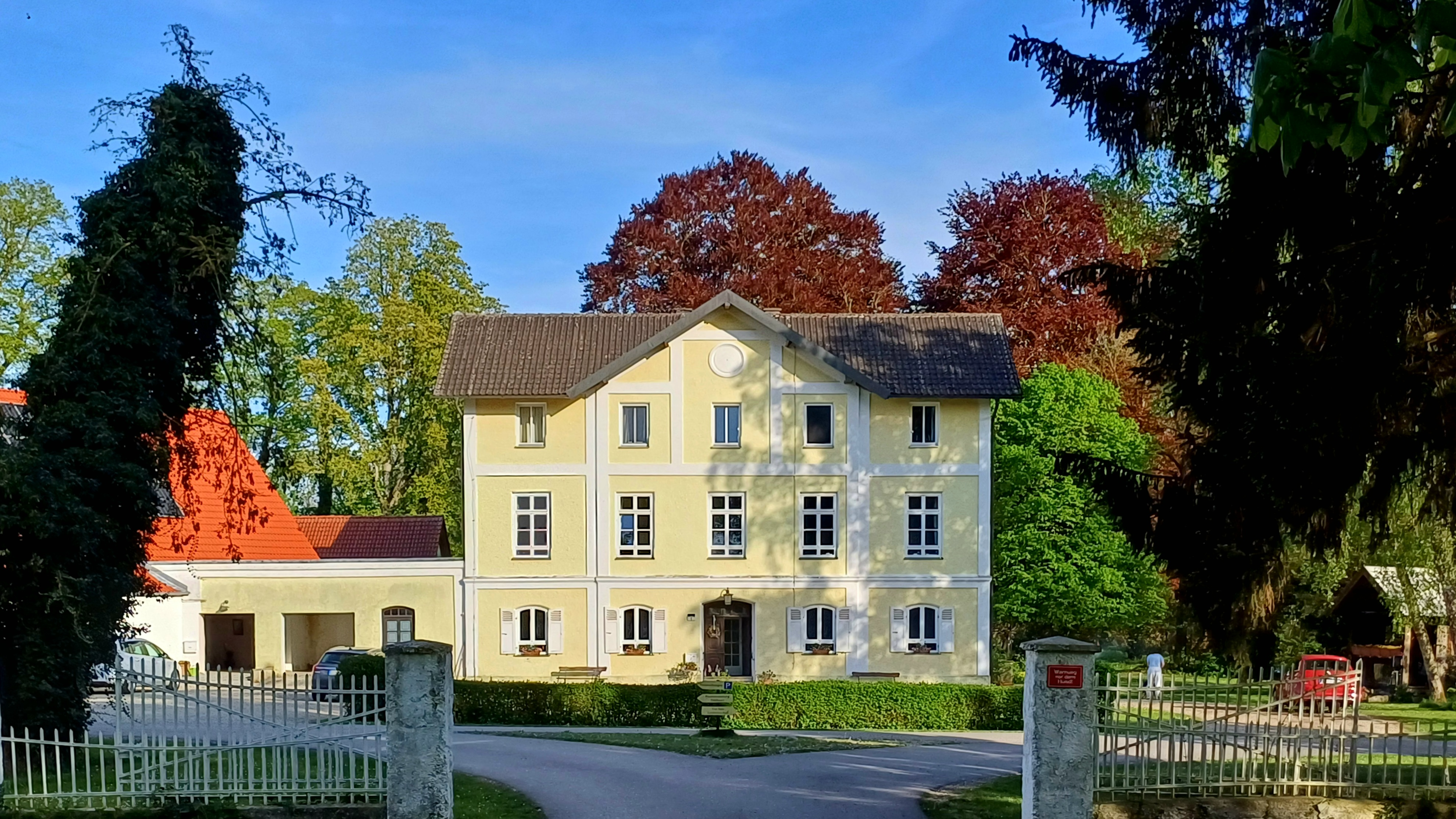
Herrenhaus im Park

- Herrenhaus eines Gutshofes, dreigeschossiger lisenengegliederter Satteldachbau, 1867 über älterem Kern errichtet, modern verändert
- Park, im englischen Stil, 2. Hälfte 19. Jahrhundert
- Doppelwohnhaus, erdgeschossiger Bau mit Satteldach, um 1867

Siehe auch: Liste der Baudenkmäler in Sulz

## Persönlichkeiten
- Hans-Georg Andreae (1934–2014), Agrarfunktionär, war Besitzer des Gutshofes.